# Wayles Browne
Eppes Wayles Browne (ur. 1941) – amerykański językoznawca. Interesuje się językami słowiańskimi oraz językoznawstwem ogólnym. Specjalizuje się w językach obszaru serbsko-chorwackiego. W swojej działalności akademickiej zajmował się także innymi językami południowosłowiańskimi, polskim, rosyjskim i białoruskim, bałkańskim obszarem językowym, językiem staro-cerkiewno-słowiańskim, slawistyczną gramatyką historyczną, gramatyką porównawczą i gramatyką kontrastywną oraz gramatyką pedagogiczną.
W dziedzinie językoznawstwa ogólnego Browne prowadzi badania z zakresu składni, morfologii i fonologii, przeważnie w kontekście słowiańskim. Tłumaczy poezję bośniacką. W swoim dorobku ma ponad 65 artykułów oraz 20 recenzji.
Doktoryzował się w 1983 r. na Uniwersytecie Zagrzebskim. Jego rozprawa była jedną z pierwszych poważnych prób przeanalizowania składni serbsko-chorwackiej przy użyciu koncepcji gramatyki generatywnej.

## Wybrana twórczość
- Syntactic studies in Burgenland Croatian: the order of clitics (2010)
- Porjadok enklitikoh u jaziku vojvodjanskih Rusnacoh (2008)
- A Handbook of Bosnian, Serbian, and Croatian (współautorstwo, 2004)
- Turkisms in the Balkans: True and false friends, in Languages in Contact (1990)
- Relative Clauses in Serbo-Croatian (1986)